# Análise contábil
A análise das demonstrações contábeis consiste em uma técnica que realiza a decomposição, comparação e interpretação dos demonstrativos financeiros da empresa.
A finalidade da análise é transformar os dados extraídos das demonstrações em informações úteis para a tomada de decisões por parte dos contadores, administradores e usuários da empresa.
Em Contabilidade, o termo análise originariamente tem a ver com a conhecida análise racional ou cartesiana, método criado por Descartes e que consiste em se abordar um problema ou objeto de análise a partir da decomposição de um todo ou de partes maiores, em parte menores. Dessa forma,as contas contábeis que representassem partes menores de um objeto contábil foram chamadas de "contas analíticas", enquanto as contas maiores e que agrupassem os saldos de contas analíticas, denominaram-se "contas sintéticas". Um procedimento que se usa para a análise contábil é o dos ajustes contábeis ou conciliações.  As contas sintéticas são importantes para a estrutura das Demonstrações Contábeis (também conhecidas no Brasil por Demonstrações financeiras).
Em relação ao Balanço patrimonial, todavia,nem sempre se consegue demonstrar em contas sintéticas a exata somatória das contas analiticas correspondentes. Também com o Balanço consolidado de um grupo de empresas, se demonstra valores por intermédio de ajustes feitos a partir dos próprios saldos sintéticos, sendo desnecessário que assim se proceda a nível análitico. As contas sintéticas que não se correspondem exatamente com o saldo das contas análiticas, serão melhor denominadas de "Contas Demonstrativas".
Dessa forma, em termos de origens históricas a análise sintética se aproximaria do desdobramento do método cartesiano proposto por Kant, ou seja, o vínculo com a parte analítica seria feito a partir de outros enlaçamentos, característico de um sistema baseado em princípios ("a priori") e não em experimentação ("a posteriori").
Como prática de "Análise Contábil" desenvolvida no Brasil existe a chamada "Analise de Balanços" ou "Analise das Demonstrações Financeiras - ADF". Essas expressões se tornaram populares no país mas vinculadas à concepção de Francisco D'Auria, que nos anos 40 definia o Patrimônio das Aziendas como um sistema econômico-administrativo. Segundo o eminente professor, o método da "Análise de Balanços" consistiria basicamente em decompor a situação patrimonial em elementos do sistemas econômico e financeiro. Esse tipo de análise contábil ainda pode ser utilizado na Contabilidade pública brasileira devido a estrutura juridica-contábil em uso desde os anos 60, mas para a moderna gestão empresarial de influência anglo-americana, não se mostra aplicável.
No âmbito empresarial, a "Análise das Demonstrações Financeiras" seria feita a nível apenas sintético, utilizando-se os chamados " Índices financeiros" (em inglês financial ratios). Embora ainda seja possível empreender-se uma a análise cartesiana das demonstrações financeiras empresariais, como um todo na prática a mesma se torna difícil em função da constatação do uso das "contas demonstrativas".